# 中国共产党新闻网
中国共产党新闻网，2006年7月1日上线的一家致力于宣传和介绍中国共产党的新闻网站，由人民日报社和人民网主办，除中文简体、繁体外，还开设了蒙文、藏文、维吾尔文、哈萨克文、朝鲜文、彝文、壮文和英文、日文、俄文版，网站包括新闻信息发布、思想理论宣传、党史资料库、网络互动、在线服务以及多语种发布等六大内容板块。

## 历史
2006年7月1日，中国共产党新闻网正式上线，时值中国共产党建党85周年的纪念日。